# More Than Words
『More Than Words』（モア ザン ワーズ）は、MAN WITH A MISSIONの楽曲。2022年5月25日にSony Music Records（Sony Music Labels）から7枚目のフル・アルバム『Break and Cross the Walls II』の収録曲として発売された。アルバムの発売に先駆け、同年4月27日に先行配信された。

## 概要
- 本曲は、東宝配給映画『劇場版ラジエーションハウス』の主題歌である[3]。
  - 同映画は、フジテレビ系月9ドラマ『ラジエーションハウス〜放射線科の診断レポート〜』及び『ラジエーションハウスII〜放射線科の診断レポート〜』の映画化作品であり、自身はドラマシリーズの主題歌「Remember Me」[6][7]に続き、同シリーズの主題歌の担当となる[4]。
  - 同タイアップに対して、Jean-Ken Johnnyと共同作詞、単独で作曲したベースのKamikaze Boyは、「彼ラノ言葉ヲ交ワサナクトモ通ジ合エル、"想いと想い"トイウツナガリヲコノ『More Than Words』トイウ楽曲ニ込メマシタ」とコメントした[4]。
  - 同映画の主演を務める俳優の窪田正孝は、前述の通りドラマシリーズの主題歌もMAN WITH A MISSIONが担当した事から、シリーズの映画化の話が来た際に、「主題歌は絶対にマンウィズ[注 1]じゃないと嫌です! ありえないです!」とスタッフに懇願した事から起用が決まった[8]。
  - また、窪田は「『More Than Words』はすごく大切な曲になりました。地上波から映画へと枠を飛び越えるのは勇気のいることだったんですけど、この曲が後押ししてくれました」と、同映画に出演している本田翼は「ずっとマンウィズさんがドラマから支えてくれてたので、映画でも主題歌を担当してくださってすごくうれしかったです」と、それぞれ本曲の主題歌起用に感謝を述べた[8]。
  - 同映画の公開後には、同映画のインスパイアソングとして、新曲「Rain」も書き下ろしている[9]。
- 2022年4月27日、アルバムの発売に先駆け、各配信サイトにて先行配信された[5]。
- 同日、本曲のミュージック・ビデオが公開された[5]。
- 同年5月25日、自身の7thアルバム『Break and Cross the Walls II』の収録曲として発売された[4]。

## チャート成績
- オリコンチャート
  - 初週5,396ダウンロードを記録し、2022年5月9日付の「オリコン週間 デジタルシングル(単曲)ランキング」で初登場8位を獲得した[1]。
- Billboard JAPAN
  - 2022年5月4日公開の「Billboard Japan Download Songs」で週間8位を獲得した[2]。

## クレジット

### 作詞・作曲・編曲
- 作詞：Kamikaze Boy, Jean-Ken Johnny
- 作曲：Kamikaze Boy
- 編曲：シライシ紗トリ

## タイアップ
- 東宝配給映画『劇場版ラジエーションハウス』主題歌[3]

## 収録作品

### アルバム
- 7thアルバム『Break and Cross the Walls II』